# اکلیای
اکلیای (به لاتین: Akliai) یک منطقهٔ مسکونی در لیتوانی است که در شهرستان کاوناس واقع شده‌است.

## خصوصیات
اکلیای ۱۶ نفر جمعیت دارد.